# Скелтон, Джон (поэт)
Джон Ске́лтон (англ. John Skelton; 1460, Дисс, графство Норфолк — 21 июня 1529, Вестминстер) — английский поэт, иногда называемый предвестником английского Возрождения.

## Биография
Происходил из камберлендской семьи, родился в городе Дисс (графство Норфолк); его генеалогия до конца не исследована. Образование получил в Кембридже, хотя, по его собственным утверждениям, окончил Оксфордский университет. Был поэтом-лауреатом, наставником у короля Генриха VIII, в 1498 году был рукоположён.
К числу его наиболее известных произведений относятся морализаторская пьеса «Magnyficence» (1516), юмористическая поэма «The Tunning of Elinor Rumming» (1520) и многочисленные сатирические стихотворения, в которых он высмеивал как светские, так и церковные власти. 
Умер в Вестминстере 21 июня 1529 года.